# Carmen Haage
Carmen Haage (ur. 10 września 1971) – niemiecka lekkoatletka, tyczkarka. 
Dwukrotna medalistka mistrzostw kraju: srebro w 1992 oraz złoto w 1993.

## Rekordy życiowe
- Skok o tyczce – 3,91sq (1997)